# Lahraouyine
Lahraouyine (en àrab الهراويين, al-Hrāwiyyīn; en amazic ⵍⵀⵔⴰⵡⵉⵢⵉⵏ) és una comuna rural de la província de Médiouna, a la regió de Casablanca-Settat, al Marroc. Segons el cens de 2014 tenia una població total de 64.821 persones.